# James M. H. Beale
James Madison Hite Beale (* 7. Februar 1786 in Mount Airy, Shenandoah County, Virginia; † 2. August 1866 im Putnam County, West Virginia) war ein US-amerikanischer Politiker. Zwischen 1833 und 1837 sowie nochmals von 1849 bis 1853 vertrat er den Bundesstaat Virginia im US-Repräsentantenhaus.

## Werdegang
James Beale besuchte die öffentlichen Schulen seiner Heimat und arbeitete danach in der Landwirtschaft. Gleichzeitig schlug er eine politische Laufbahn ein. In den Jahren 1818 und 1819 saß er im Abgeordnetenhaus von Virginia. Später wurde er Mitglied der Demokratischen Partei. Bei den Kongresswahlen des Jahres 1832 wurde Beale im 16. Wahlbezirk von Virginia in das US-Repräsentantenhaus in Washington, D.C. gewählt, wo er am 4. März 1833  die Nachfolge von William Armstrong antrat. Nach einer Wiederwahl konnte er bis zum 3. März 1837 zwei Legislaturperioden im Kongress absolvieren. Seit dem Amtsantritt von Präsident Andrew Jackson im Jahr 1829 wurde innerhalb und außerhalb des Kongresses heftig über dessen Politik diskutiert. Dabei ging es um die umstrittene Durchsetzung des Indian Removal Act, den Konflikt mit dem Staat South Carolina, der in der Nullifikationskrise gipfelte, und die Bankenpolitik des Präsidenten. Seit 1835 war Beale Vorsitzender des Rentenausschusses für Invaliden.
Nach dem Ende seiner ersten Zeit im US-Repräsentantenhaus betätigte er sich wieder in der Landwirtschaft. Im Jahr 1848 wurde er im 14. Distrikt seines Staates erneut in den Kongress gewählt, wo er zwischen 1849 und 1853 als Nachfolger von Robert A. Thompson zwei weitere Legislaturperioden absolvieren konnte. Von 1849 bis 1851 war er Vorsitzender des Ausschusses zur Kontrolle der Ausgaben für staatliche Liegenschaften. 1852 verzichtete Beale auf eine weitere Kandidatur. In den folgenden Jahren arbeitete er wieder in der Landwirtschaft.